# Bahnstrecke Knappenrode–Laubusch
| Streckennummer: | LGB 3               |                                         |                                         |
| Streckenlänge: | 25 km               |                                         |                                         |
| Spurweite: | 900 mm (Schmalspur) |                                         |                                         |
| Stromsystem: | 1200 V =            |                                         |                                         |
| Streckengeschwindigkeit: | 30 km/h             |                                         |                                         |
| |                     |                                         |                                         |
| \| \| \| \| \| \| \| -0,377 \| Knappenrode Museum \| 125,5 m \| \| \| 1,00 \| Knappenrode Hp \| 125,3 m \| \| \| 1,53 \| Schwarzer Graben \| Schwarzer Graben \| \| \| 2,37 \| Schwarzer Graben \| Schwarzer Graben \| \| \| 2,78 \| Durchlass \| Durchlass \| \| \| 2,80 \| Maukendorf \| 130 m \| \| \| 2,85 \| Wirtschaftsweg \| Wirtschaftsweg \| \| \| 3,10 \| B96 \| B96 \| \| \| 3,85 \| Ausweichstelle I \| 130 m \| \| \| 4,78 \| Schwarzwassergraben \| Schwarzwassergraben \| \| \| 5,20 \| Brischko \| 129 m \| \| \| 5,89 \| Schafgraben \| Schafgraben \| \| \| 6,03 \| Flutbrücke \| Flutbrücke \| \| \| 6,27 \| Schwarze Elster \| Schwarze Elster \| \| \| 6,37 \| Ausweichstelle II \| 132 m \| \| \| 6,85 \| Hosker Straße (K 9222) \| Hosker Straße (K 9222) \| \| \| 7,18 \| Kottener Weg \| Kottener Weg \| \| \| 7,32 \| Bahnstrecke Bautzen–Hoyerswerda \| 136 m \| \| \| 7,55 \| Wirtschaftsweg \| Wirtschaftsweg \| \| \| 7,68 \| Wirtschaftsweg \| Wirtschaftsweg \| \| \| 7,78 \| Wirtschaftsweg \| Wirtschaftsweg \| \| \| 7,96 \| Saalauer Straße (K 9225) \| 139 m \| \| \| 8,20 \| Wittichenau Saalauer Straße \| 139 m \| \| \| 8,25 \| Wirtschaftsweg \| Wirtschaftsweg \| \| \| 9,60 \| Wittichenau Waldbad \| 140 m \| \| \| 9,90 \| Ausweichstelle III [Stw 34S] \| 140 m \| \| \| 10,06 \| Durchlass \| Durchlass \| \| \| 10,66 \| S 95 \| 137 m \| \| \| 11,60 \| Dubring \| 130 m \| \| \| 11,70 \| Anst Schotterwerk Dubring [1934–?] \| Anst Schotterwerk Dubring [1934–?] \| \| \| 12,72 \| Wirtschaftsweg \| Wirtschaftsweg \| \| \| 12,87 \| Feldbahn Schotterwerk \| 130,43 m \| \| \| 13,30 \| Vinzensgraben \| Vinzensgraben \| \| \| 13,50 \| Talstraße (K 9227) \| Talstraße (K 9227) \| \| \| 13,60 \| Scheckthal \| 132,4 m \| \| \| 13,62 \| Vinzensgraben \| Vinzensgraben \| \| \| 14,25 \| \| \| \| \| 14,65 \| Anst Tagebau Zeißholz \| Anst Tagebau Zeißholz \| \| \| 14,70 \| Zeißholz \| 136 m \| \| \| \| etwa 2 km Dreischienengleis 900/1435 mm[1] \| \| \| \| 16,70 \| Heidemoor \| 134 m \| \| \| 17,55 \| Pechteiche \| 134,5 m \| \| \| 18,50 \| Auerhahn / B 97 \| 144 m \| \| \| 19,05 \| 600 mm-Feldbahn Ziegelei Gebr. Stegmann \| 600 mm-Feldbahn Ziegelei Gebr. Stegmann \| \| \| 19,925 \| nach Heide \| nach Heide \| \| \| 19,93 \| Koselbruch [Stw 30S] \| 139 m \| \| \| 21,90 \| Anst Steinbruch \| Anst Steinbruch \| \| \| 22,04 \| Bahnstrecke Węgliniec–Roßlau \| Bahnstrecke Węgliniec–Roßlau \| \| \| 22,19 \| B96 \| B96 \| \| \| 24,83 \| Laubusch [Stw 1S][2] \| 115 m \| \| \| \| Bahnstrecke Kausche–Lauta \| \| |                     |                                         |                                         |
| Die Personenhaltestellen gehörten zur Museumsbahn |                     |                                         |                                         |
| Strecke (außer Betrieb) |                     |                                         |                                         |
| Bahnhof (Strecke außer Betrieb) | -0,377              | Knappenrode Museum                      | 125,5 m                                 |
| Haltepunkt / Haltestelle (Strecke außer Betrieb) | 1,00                | Knappenrode Hp                          | 125,3 m                                 |
| Brücke über Wasserlauf (Strecke außer Betrieb) | 1,53                | Schwarzer Graben                        | Schwarzer Graben                        |
| Brücke über Wasserlauf (Strecke außer Betrieb) | 2,37                | Schwarzer Graben                        | Schwarzer Graben                        |
| Brücke über Wasserlauf (Strecke außer Betrieb) | 2,78                | Durchlass                               | Durchlass                               |
| Haltepunkt / Haltestelle (Strecke außer Betrieb) | 2,80                | Maukendorf                              | 130 m                                   |
| Brücke (Strecke außer Betrieb) | 2,85                | Wirtschaftsweg                          | Wirtschaftsweg                          |
| Brücke (Strecke außer Betrieb) | 3,10                | B96                                     | B96                                     |
| Dienststation / Betriebs- oder Güterbahnhof (Strecke außer Betrieb) | 3,85                | Ausweichstelle I                        | 130 m                                   |
| Brücke über Wasserlauf (Strecke außer Betrieb) | 4,78                | Schwarzwassergraben                     | Schwarzwassergraben                     |
| Haltepunkt / Haltestelle (Strecke außer Betrieb) | 5,20                | Brischko                                | 129 m                                   |
| Brücke über Wasserlauf (Strecke außer Betrieb) | 5,89                | Schafgraben                             | Schafgraben                             |
| Brücke über Wasserlauf (Strecke außer Betrieb) | 6,03                | Flutbrücke                              | Flutbrücke                              |
| Brücke über Wasserlauf (Strecke außer Betrieb) | 6,27                | Schwarze Elster                         | Schwarze Elster                         |
| Dienststation / Betriebs- oder Güterbahnhof (Strecke außer Betrieb) | 6,37                | Ausweichstelle II                       | 132 m                                   |
| Brücke (Strecke außer Betrieb) | 6,85                | Hosker Straße (K 9222)                  | Hosker Straße (K 9222)                  |
| Brücke (Strecke außer Betrieb) | 7,18                | Kottener Weg                            | Kottener Weg                            |
| Kreuzung geradeaus oben (Strecken außer Betrieb) | 7,32                | Bahnstrecke Bautzen–Hoyerswerda         | 136 m                                   |
| Brücke (Strecke außer Betrieb) | 7,55                | Wirtschaftsweg                          | Wirtschaftsweg                          |
| Brücke (Strecke außer Betrieb) | 7,68                | Wirtschaftsweg                          | Wirtschaftsweg                          |
| Brücke (Strecke außer Betrieb) | 7,78                | Wirtschaftsweg                          | Wirtschaftsweg                          |
| Brücke (Strecke außer Betrieb) | 7,96                | Saalauer Straße (K 9225)                | 139 m                                   |
| Haltepunkt / Haltestelle (Strecke außer Betrieb) | 8,20                | Wittichenau Saalauer Straße             | 139 m                                   |
| Brücke (Strecke außer Betrieb) | 8,25                | Wirtschaftsweg                          | Wirtschaftsweg                          |
| Haltepunkt / Haltestelle (Strecke außer Betrieb) | 9,60                | Wittichenau Waldbad                     | 140 m                                   |
| Dienststation / Betriebs- oder Güterbahnhof (Strecke außer Betrieb) | 9,90                | Ausweichstelle III [Stw 34S]            | 140 m                                   |
| Brücke über Wasserlauf (Strecke außer Betrieb) | 10,06               | Durchlass                               | Durchlass                               |
| Brücke (Strecke außer Betrieb) | 10,66               | S 95                                    | 137 m                                   |
| Haltepunkt / Haltestelle (Strecke außer Betrieb) | 11,60               | Dubring                                 | 130 m                                   |
| Abzweig geradeaus und nach rechts (Strecke außer Betrieb) | 11,70               | Anst Schotterwerk Dubring [1934–?]      | Anst Schotterwerk Dubring [1934–?]      |
| Brücke (Strecke außer Betrieb) | 12,72               | Wirtschaftsweg                          | Wirtschaftsweg                          |
| Kreuzung geradeaus oben (Strecken außer Betrieb) | 12,87               | Feldbahn Schotterwerk                   | 130,43 m                                |
| Brücke über Wasserlauf (Strecke außer Betrieb) | 13,30               | Vinzensgraben                           | Vinzensgraben                           |
| Brücke (Strecke außer Betrieb) | 13,50               | Talstraße (K 9227)                      | Talstraße (K 9227)                      |
| Haltepunkt / Haltestelle (Strecke außer Betrieb) | 13,60               | Scheckthal                              | 132,4 m                                 |
| Brücke über Wasserlauf (Strecke außer Betrieb) | 13,62               | Vinzensgraben                           | Vinzensgraben                           |
| Brücke über Wasserlauf (Strecke außer Betrieb) | 14,25               |                                         |                                         |
| Abzweig geradeaus und nach rechts (Strecke außer Betrieb) | 14,65               | Anst Tagebau Zeißholz                   | Anst Tagebau Zeißholz                   |
| Haltepunkt / Haltestelle (Strecke außer Betrieb) | 14,70               | Zeißholz                                | 136 m                                   |
| Strecke (außer Betrieb) |                     | etwa 2 km Dreischienengleis 900/1435 mm | etwa 2 km Dreischienengleis 900/1435 mm |
| Haltepunkt / Haltestelle (Strecke außer Betrieb) | 16,70               | Heidemoor                               | 134 m                                   |
| Haltepunkt / Haltestelle (Strecke außer Betrieb) | 17,55               | Pechteiche                              | 134,5 m                                 |
| Bahnhof (Strecke außer Betrieb) | 18,50               | Auerhahn / B 97                         | 144 m                                   |
| Kreuzung (Strecken außer Betrieb) | 19,05               | 600 mm-Feldbahn Ziegelei Gebr. Stegmann | 600 mm-Feldbahn Ziegelei Gebr. Stegmann |
| Abzweig geradeaus und nach rechts (Strecke außer Betrieb) | 19,925              | nach Heide                              | nach Heide                              |
| Blockstelle (Strecke außer Betrieb) | 19,93               | Koselbruch [Stw 30S]                    | 139 m                                   |
| Abzweig geradeaus und nach links (Strecke außer Betrieb) | 21,90               | Anst Steinbruch                         | Anst Steinbruch                         |
| Kreuzung geradeaus oben (Strecke geradeaus außer Betrieb) | 22,04               | Bahnstrecke Węgliniec–Roßlau            | Bahnstrecke Węgliniec–Roßlau            |
| Brücke (Strecke außer Betrieb) | 22,19               | B96                                     | B96                                     |
| Dienststation / Betriebs- oder Güterbahnhof (Strecke außer Betrieb) | 24,83               | Laubusch [Stw 1S]                       | 115 m                                   |
| Strecke (außer Betrieb) |                     | Bahnstrecke Kausche–Lauta               | Bahnstrecke Kausche–Lauta               |

Die Bahnstrecke Knappenrode–Laubusch war eine schmalspurige elektrische Förderbahn der Lausitzer Grubenbahn mit 900 mm Spurweite. Die Strecke wurde einige Jahre als Museumsbahn betrieben. Sie berührte den heutigen Knappensee, die Elsterniederungen bei Wittichenau, die ehemaligen Steinbrüche bei Dubring, das Dubringer Moor und die Pechteiche bei der B 97. Sie entstand 1933 als Kohleverbindungsbahn zwischen den Brikettfabriken in Zeißholz und Knappenrode. Nach dem Zweiten Weltkrieg wurde sie als Verbindungsbahn zur Brikettfabrik in Laubusch verlängert (Streckenlänge etwa 25 km). In dieser Form bestand die Strecke bis 1993.
Von 1994 bis 2001 wurde ein Teil der Strecke mit Diesellokomotiven als Museumsbahn betrieben und anschließend komplett abgebaut.

## Geschichte

### Entstehung

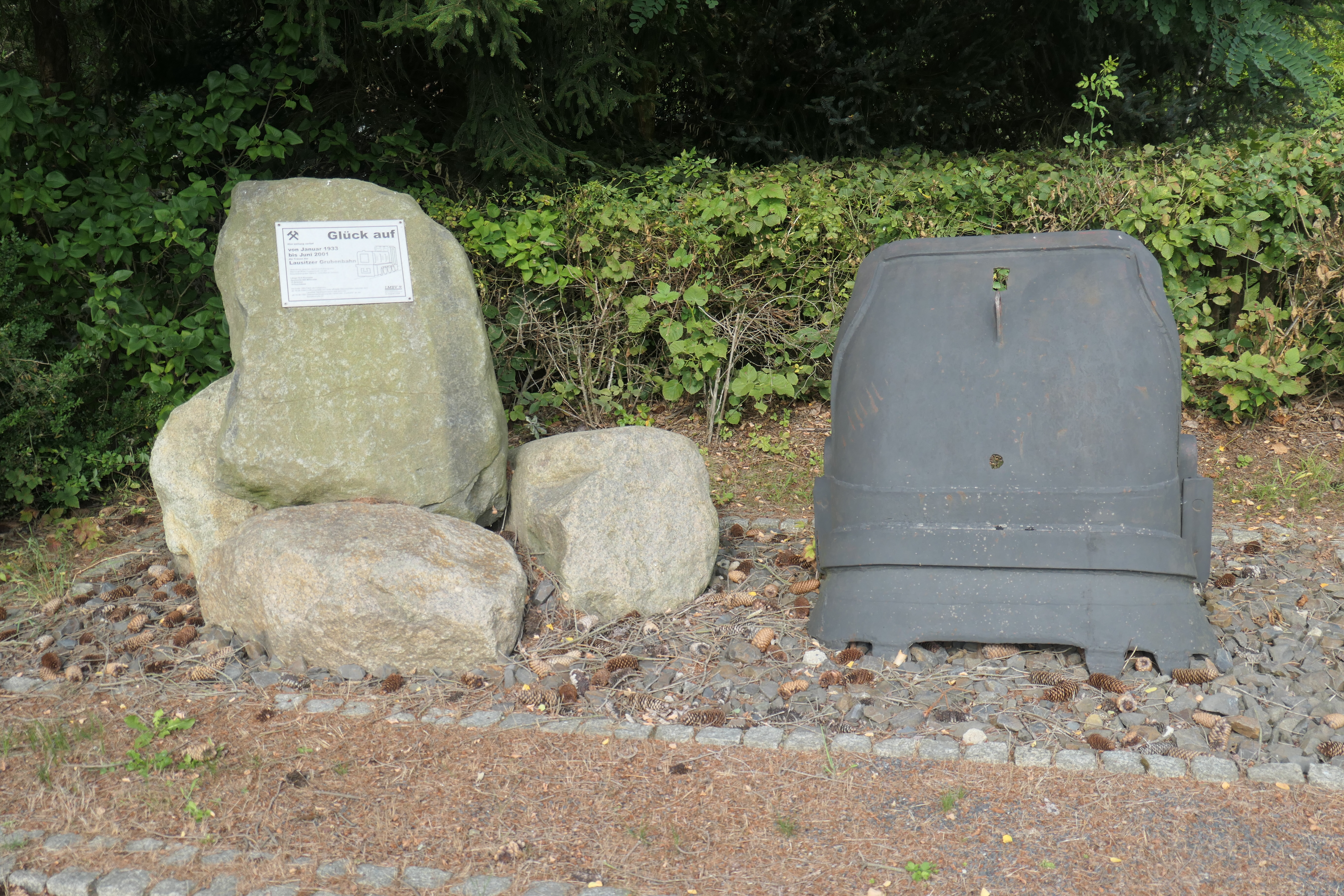
Gedenkstätte der Lausitzer Grubenbahn Strecke Knappenrode-Zeißholz-Laubusch in Scheckthal

Ihren Ursprung hatte die Strecke mit der zum Konzern Werminghoff gehörenden Grube Clara III und der Brikettfabrik Zeißholz. Als sich dort um die 1920er Jahre ein Ende der wirtschaftlichen Förderung abzeichnete, wurde eine Verbindungsbahn von Zeißholz bis Knappenrode (damals Werminghoff) geplant und gebaut. Die Spurweite wurde mit 900 mm festgelegt. Auf der 15 Kilometer langen Strecke wurden die Querungen der bestehenden Straßen größtenteils kreuzungsfrei geplant. Das erforderte die Anlage von bis zu 6 m hohen Dämmen und den Bau von 13 Brückenbauwerken sowie 17 Durchlässen.
Die eingleisige Strecke hatte drei Ausweichstellen, die eine Zugfolge alle 15 Minuten und bei relativ geringen Steigungsunterschieden die Beförderung von Lasten bis 800 t pro Zug ermöglichten. Sie wurde mit 1000 V Gleichspannung elektrifiziert. Die Eröffnung der Strecke fand am 4. November 1934 statt. Damit war eine Belieferung der Brikettfabrik Zeißholz mit Kohle vom Tagebau Werminghoff möglich, weiterhin war eine Verbindung von dort über die Bahnstrecke Bluno–Knappenrode mit dem Hauptfirmensitz in Welzow vorhanden.

### Erweiterung nach dem Zweiten Weltkrieg
Im März 1945 endete der Tagebaubetrieb der Grube Werminghoff I in Knappenrode. In den letzten Kriegstagen wurde von der Wehrmacht die Brücke in Maukendorf gesprengt und die Strecke dadurch bis zum Wiederaufbau 1952 unterbrochen. Die Betriebe wurden verstaatlicht und mit weiteren Verbindungsbahnen miteinander verbunden. So entstand ein Schmalspurnetz, was zur Neubildung der Strecke von Zeißholz nach Laubusch mit dem Abzweig nach Heide beim Betriebsbahnhof Koselbruch führte. Die neue Strecke wurde weniger kreuzungsfrei, so wurde die Kreuzung mit der B 97 bei Neukollm als einfacher Bahnübergang ausgeführt. Lediglich für die Bahnstrecke Węgliniec–Roßlau musste ein aufwendiges Bauwerk gebaut werden. Dabei wurde die daneben liegende B 96 mit einem Brückenbauwerk überquert.
Die Spannung der Oberleitung wurde auf 1200 V angehoben. Die Beförderung der Züge übernahmen Elektrolokomotiven der Baureihe LEW EL 3. Bei der Ausweichstelle bei Brischko befand sich die Leitstelle für die Gesamtstrecke Laubusch–Knappenrode. Die Ausweichstelle hatte elektrisch bediente Weichen. Pro Tag wurden zwischen Laubusch und Knappenrode bis zu 50 Züge befördert, was eine Zugfolge von 15 Minuten erforderte. Die Züge bestanden aus bis zu neun Wagen mit einem Wagengewicht von 60 bis 80 Tonnen. Das ergab auf der Gesamtstrecke von 25 Kilometern zeitweise einen Umlauf von 14 Zügen gleichzeitig.

### Zeit als Museumsbahn

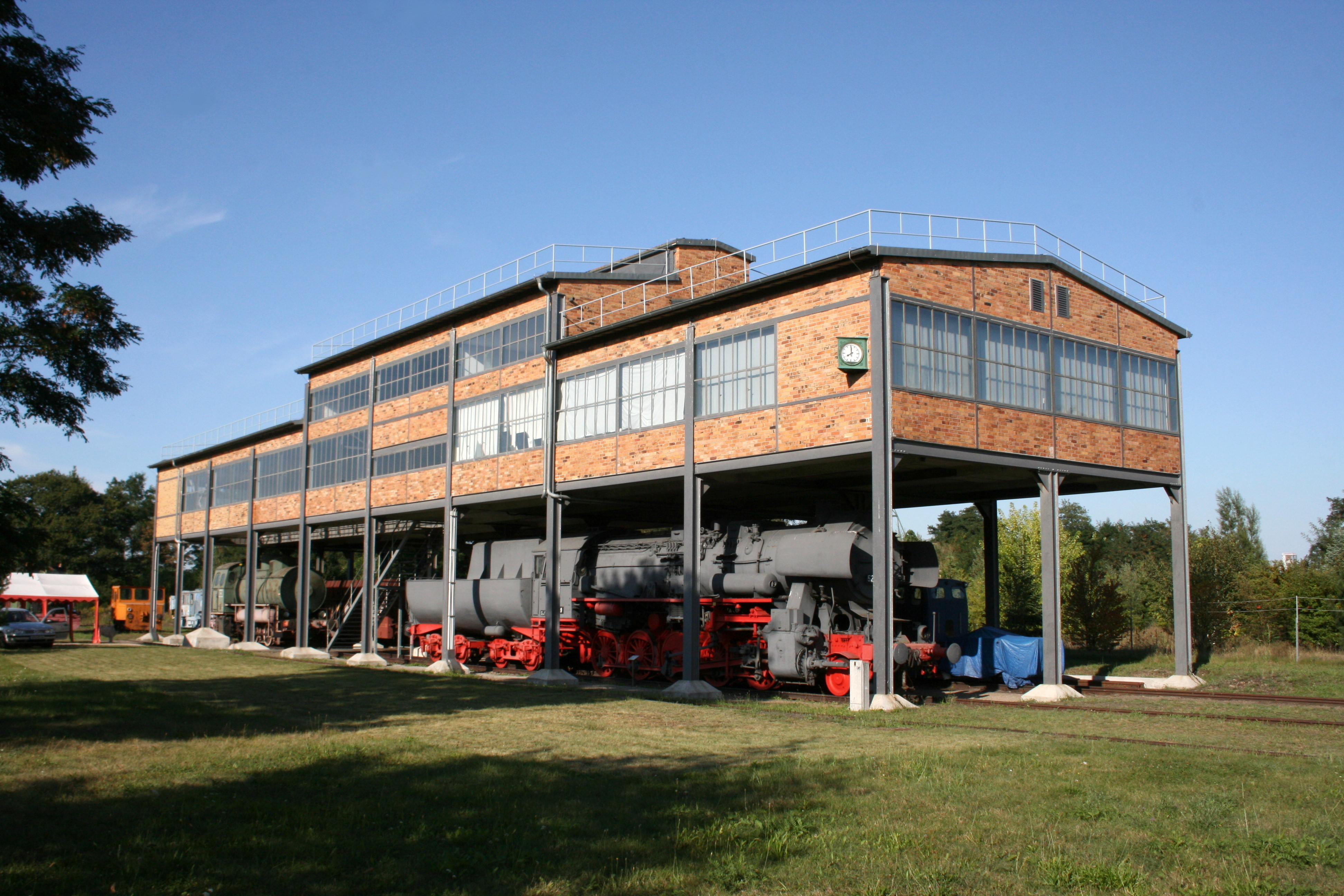
Kohleverladung für beide Spurweiten in der Energiefabrik Knappenrode

Da 1992 der Betrieb der Brikettfabriken in Laubusch, Zeißholz und Knappenrode sowie die Belieferung des Lautawerkes eingestellt wurden, war die Grubenbahn überflüssig geworden. Am 2. November 1992 gründete sich der Förderverein Lausitzer Grubenbahn, um einen Teil der Strecke zu erhalten. Unterstützung fand der Verein von den Bürgermeistern aus Hoyerswerda, Wittichenau, Bernsdorf, Knappenrode und Oßling. Die erste Fahrt fand gleichzeitig mit der Eröffnung der Energiefabrik Knappenrode am 18. Juni 1994 zwischen der Energiefabrik und dem Endbahnhof Auerhahn an der B 97 statt.
Da die Fahrleitung schon abgebaut war, bestand die Zuggarnitur aus einer LKM V 10 C und bis zu vier Personenwagen, bei denen einer als offener Wagen für den Fahrradtransport verwendet wurde. Ein wirtschaftlicher Betrieb war auf Dauer nicht möglich, da die Einnahmen für die Streckensanierung nicht ausreichten und kein Betreiber gefunden werden konnte. So war ein geplanter Weiterbetrieb bis Laubusch nicht machbar. Am 12. Januar 2002 wurde die letzte Fahrt auf der schon verkürzten Strecke durchgeführt, da die Brücke über die S 95 bei Dubring schon gesprengt und abgetragen war.
Inzwischen gibt es beim ehemaligen Brückenbauwerk über die K 9227 in Scheckthal ein kleines Denkmal über die Lausitzer Grubenbahnlinie. Im Gelände der Energiefabrik Knappenrode existiert ein Rundkurs mit Fahrzeugausstellung. Da alle Brückenbauwerke abgebrochen sowie die Dämme weitgehend abgetragen wurden, gibt es so gut wie keine Anhaltspunkte mehr über die Grubenbahnstrecke. Im Bereich des Dubringer Moores existiert ein Wander-/Fahrradweg an der ehemaligen Museumsbahnstrecke vorbei, nördlich der B 97 ist noch die ehemalige Trasse zum Koselbruch zu erahnen. Auch dieser Streckenabschnitt wurde als Wander-/Fahrradweg an Schwarzkollm vorbei weiter verwendet. Als letztes Bauwerk wurde die Brücke über die Bahnstrecke Węgliniec–Roßlau 2017 abgerissen.